# ماریوس رویه
ماریوس رویه (فرانسوی: Marius Royet‎؛ ۱۹ ژوئن ۱۸۸۰ – ۸ نوامبر ۱۹۱۸) بازیکن فوتبال اهل فرانسه بود.
وی در تیم ملی فوتبال فرانسه بازی کرده‌است.